# Elisabeth Schweigaard Selmer

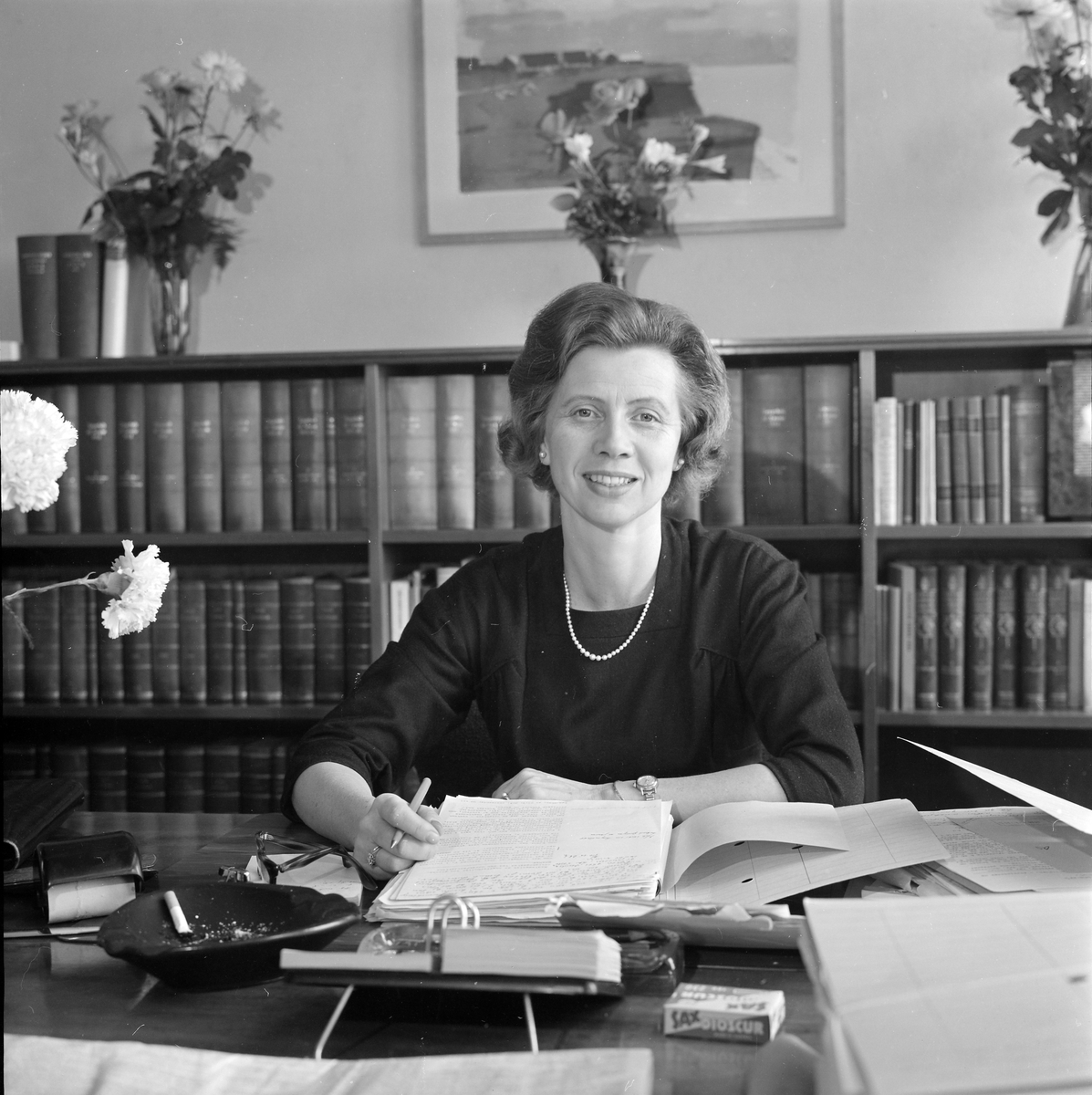
Elisabeth Schweigaard Selmer im Jahre 1965

Elisabeth Schweigaard Selmer (* 18. Oktober 1923 in Oslo; † 18. Juni 2009) war eine norwegische konservative Politikerin und Juristin.
Die Tochter von Niels Anker Stang Schweigaard und Betty Reimers studierte von 1942 bis 1949 Recht. Sie war von 1965 bis 1970 die erste norwegische Justizministerin. Sie unterstützte hier maßgeblich die Einführung des nationalen Rettungsdienstes und erreichte die Aufhebung des § 16 des Løsgjengerlov, eines Gesetzes aus dem Jahre 1900 gegen Landstreicher und Bettler, durch den bis zu diesem Zeitpunkt Trunkenheit in der Öffentlichkeit kriminalisiert wurde. Von 1970 bis 1990 war sie Richterin am obersten Gerichtshof.
Sie war Mitglied der Norwegischen Akademie für Sprache und Literatur und gehörte von 1982 bis 1990 dem norwegischen Nobelkomitee an. Sie war Kommandeur des Sankt-Olav-Ordens.
Selmer war mit dem Juristen und Rechtsinformatiker Knut Sejerstad Selmer (1924–2009) verheiratet.